# ナタリー・インブルーリア
ナタリー・インブルーリア（Natalie Imbruglia、1975年2月4日 - ）は、オーストラリア出身の歌手、モデル及び女優である。代表作は、「トーン」「ザット・デイ」「ロング・インプレッション」「Shiver」など。

## 略歴
ニューサウスウェールズ州セントラルウエストにて、イタリア人の父親とオーストラリア人の母親の間に4人兄弟の次女として生まれる。幼少期はバレエを学んだ。
元は女優だったが、ミュージシャンとしての成功を求めイギリスへ移住し、市民権を取得。初のアルバム『レフト・オブ・ザ・ミドル』からのシングル・カット「トーン」（リス・ソーレンセンおよびエドナスワップが発表した曲のカバー）で一躍有名になり、世界中で700万枚以上売り上げた。日本国内で深夜に放送されていた音楽番組『BEAT UK』(フジテレビ)でもUKシングルチャートでNo.1を獲得。
2003年にシルヴァーチェアーのダニエル・ジョーンズと結婚。また、映画『ジョニー・イングリッシュ』で主演のローワン・アトキンソンと共演している。

## ディスコグラフィ

### アルバム
- 『レフト・オブ・ザ・ミドル』 - Left of the Middle (1998年)
- 『ホワイト・リリーズ・アイランド』 - White Lilies Island (2001年)
- 『カウンティング・ダウン・ザ・デイズ』 - Counting Down the Days (2005年)
- 『グロリアス:シングルズ97-07』 - Glorious: The Singles 97–07 (2007年) ※ベスト・アルバム
- 『カム・トゥ・ライフ』 - Come to Life (2009年)
- 『メール』 - Male (2015年)

### シングル
- 「トーン」 - "Torn" (1998年)
- "Big Mistake" (1998年)
- 「ウィッシング・アイ・ウォズ・ゼア」 - "Wishing I Was There" (1998年)
- "Smoke" (1998年)
- 「ザット・デイ」 - "That Day" (2001年)
- 「ロング・インプレッション」 - "Wrong Impression" (2002年)
- "Beauty on the Fire" (2002年)
- "Shiver" (2005年)
- "Counting Down The Days" (2005年)
- "Glorious" (2007年)
- "Want" (2009年)
- "Instant Crush" (2015年)

## 主な出演作品
- 『ジョニー・イングリッシュ』 - Johnny English (2003年)